# Моніка Староста
Моніка Староста (пол. Monika Starosta; нар. 21 грудня 1972) — колишня польська тенісистка.
Найвищу одиночну позицію світового рейтингу — 362 місце досягла 18 жовтня 1993, парну — 311 місце — 8 серпня 1994 року.

## Фінали ITF

### Одиночний розряд (0–3)
| Результат | Ранг | Дата           | Турнір           | Покриття | Суперниця        | Рахунок       |
| --------- | ---- | -------------- | ---------------- | -------- | ---------------- | ------------- |
| Поразка   | 1.   | 23 травня 1993 | Катовиці, Польща | Ґрунт    | Зузана Немшакова | Без гри       |
| Поразка   | 2.   | 29 серпня 1993 | Грифіно, Польща  | Ґрунт    | Аманда Вейнрайт  | 6–4, 4–6, 1–6 |
| Поразка   | 3.   | 20 серпня 1995 | Ломар, Німеччина | Ґрунт    | Павліна Нола     | 4–6, 1–6      |

### Парний розряд (0–3)
| Результат | Ранг | Дата           | Турнір            | Покриття | Партнерка           | Суперниці                           | Рахунок          |
| --------- | ---- | -------------- | ----------------- | -------- | ------------------- | ----------------------------------- | ---------------- |
| Поразка   | 1.   | 27 липня 1992  | Лог'я, Фінляндія  | Ґрунт    | Міяко Атака         | Кетеліна Крістя Andrea Tunko        | 2–6, 6–7(4)      |
| Поразка   | 2.   | 29 серпня 1993 | Грифіно, Польща   | Ґрунт    | Алена Вашкова       | Александра Ольша Олена Татаркова    | 6–7(4), 6–4, 5–7 |
| Поразка   | 3.   | 19 червня 1994 | Марибор, Словенія | Ґрунт    | Сильвія Ринажевська | Генрієта Надьова Вероніка Шафаржова | 5–7, 0–6         |